# Lucanus tetraodon
Lucanus tetraodon là một loài bọ cánh cứng trong họ Lucanidae.